# Quận của tỉnh Charente-Maritime
5 quận của tỉnh Charente-Maritime gồm:
1. Quận Jonzac, (quận lỵ: Jonzac) với 7 tổng và 114 xã. Dân số của quận này là 52.269 người năm 1990, và 51.675 người năm 1999, tăng trưởng dân số là 1.14%.
2. Quận Rochefort, (quận lỵ: Rochefort) với 13 tổng và 79 xã. Dân số của quận này là 153.256 người năm 1990, và 161.340 người năm 1999, tăng trưởng dân số là 5.27%.
3. Quận La Rochelle, (tỉnh lỵ của tỉnh Charente-Maritime: La Rochelle) với 15 tổng và 57 xã. Dân số của quận này là 166.011 người năm 1990, và 184.728 người năm 1999, tăng trưởng dân số là 11.27%.
4. Quận Saintes, (quận lỵ: Saintes) với 9 tổng và 107 xã. Dân số của quận này là 104.486 người năm 1990, và 108.989 người năm 1999, tăng trưởng dân số là 4.31%.
5. Quận Saint-Jean-d'Angély, (quận lỵ: Saint-Jean-d'Angély) với 7 tổng và 115 xã. Dân số của quận này là 51.124 người năm 1990, và 50.292 người năm 1999, tăng trưởng dân số là 1.63%.